# Tansaniatoko
Der Tansaniatoko (Tockus ruahae, Syn.: Tockus erythrorhynchus ruahae), frühere Bezeichnung Tansanischer Rotschnabeltoko, ist eine afrikanische Vogelart aus der Familie der Nashornvögel (Bucerotidae).
Der Vogel kommt im zentralen und südlichen Tansania vor.
Der Lebensraum umfasst Savanne und halbtrockene baumbestandene Flächen, bevorzugt mit Baobab-Bäumen.
Die Art wurde früher als Unterart (Ssp.) des Rotschnabeltokos (Tockus erythrorhynchus) betrachtet, wird jetzt als eigenständig und als monotypisch angesehen.
Das Artepitheton bezieht sich auf den Ruaha-Fluss in Tansania.

## Merkmale
Die Art ist 42 bis 48 cm groß und wiegt etwa 200 g. Das Männchen ist dunkelgrau von der Stirn bis zum Nacken mit kleinem schwarz gefiederten Areal am Schnabelansatz. Der Überaugenstreif ist weiß und geht in die weiß gefiederten Kopfseiten über, auch Hals und Kehle sind weiß. Der Rücken ist dunkel graubraun mit einem weißen zentralen Streifen, die Flügeldecken sind schwarz mit großen weißen Flecken an den Spitzen, die Arm- und Handschwingen sind schwarz mit weißem Fleck. Die mittleren Steuerfedern sind schwarz, die äußeren an den Spitzen und Rändern weiß. Die Iris ist blassgelb, der Schnabel überwiegend rot mit blass hornfarbener Basis, der Unterschnabel trägt seitlich ein wenig Schwarz. Das ungefiederte Areal um das Auge ist schwarz, seitlich an der Kehle ist ein blassrosafarbener Fleck. Die Beine sind schwärzlich.
Vom Savannentoko (Tockus erythrorhynchus) unterscheidet er sich durch das breite Schwarz um die Augen. Weiteres Merkmal ist die gelbe Augenfarbe und das Fehlen einer Strichelung auf Wangen und Ohrdecken. Die kräftig gefleckten Flügeldecken und der kürzere, rötliche Schnabel unterscheiden ihn vom Decken-Toko (Tockus deckeni).
Das Weibchen hat kein Schwarz am Unterschnabel, Jungvögel sind grau statt weiß, die Iris ist dunkelbraun und die Haut um das Auge blassrosa.

## Stimme
Der Ruf des Männchens wird als Folge lauter, schneller werdender Klicklaute beschrieben ähnlich dem des Rotschnabeltokos (Tockus erythrorhynchus).

## Lebensweise
Die Nahrung besteht überwiegend aus Insekten und Pflanzensamen.
Zum Brutverhalten liegen bislang keine Informationen vor.

## Gefährdungssituation
Die Art ist bislang noch nicht untersucht in BirdLife International.